# Víctor Mendivil
Víctor Mendívil fue un artista y político peruano. Es más conocido por su labor como ayudante de Martín Chambi y su aparición en la famosa foto con el "Gigante de Llusco" de 1925. 
Fue elegido diputado suplente por la provincia de Anta en 1892. Su mandato se vio interrumpido por la Guerra civil de 1894. Participó en las elecciones generales de 1931 como candidato del partido Unión Revolucionaria liderada por Luis Miguel Sánchez Cerro quien había derrocado al presidente Augusto B. Leguía y fue elegido como diputado constituyente por el departamento de Lima.